# Тузара
Тузара (рум. Tuzara) — село у Калараському районі Молдови. Адміністративний центр однойменної комуни, до складу якої також входять села Новач та Селіштя-Ноуе.

## Населення
За даними перепису населення 2004 року у селі проживали 803 особи.
Національний склад населення села:
| Національність       | Кількість осіб | Відсоток   |
| -------------------- | -------------- | ---------- |
| молдавани румуни     | 767 4          | 95,5% 0,5% |
| українці             | 11             | 1,4%       |
| росіяни              | 8              | 1,0%       |
| цигани               | 6              | 0,7%       |
| гагаузи              | 1              | 0,1%       |
| поляки               | 1              | 0,1%       |
| інша / без відповіді | 5              | 0,6%       |
| Всього               | 803            | 100%       |